# Santuario di Santa Verdiana

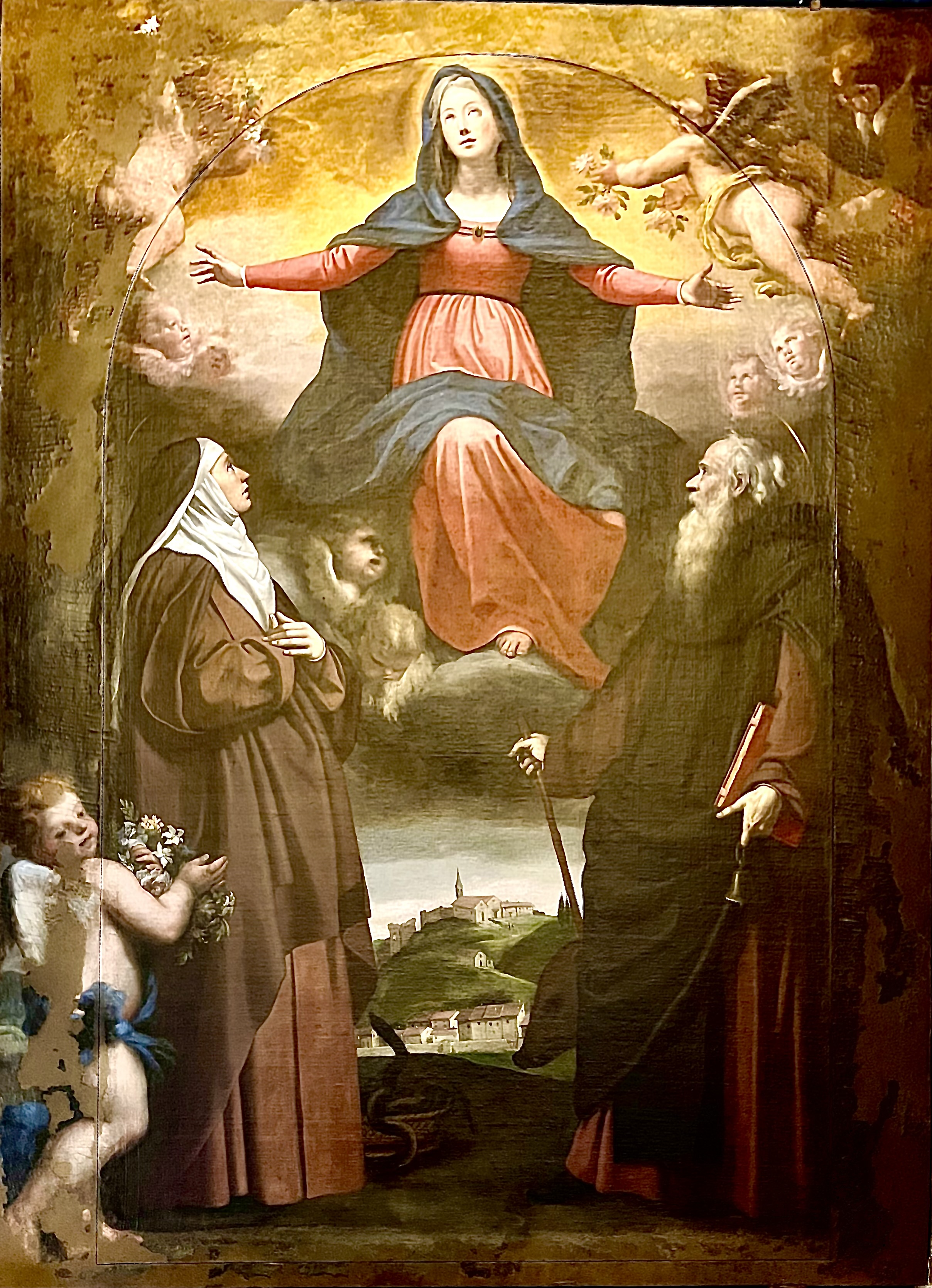
Madonna, Sant'Antonio Abate, Santa Verdiana.

Il santuario di Santa Verdiana è un luogo di culto cattolico che si trova a Castelfiorentino, in provincia di Firenze, nel territorio dell'Arcidiocesi di Firenze.
Sorto sopra il romitorio dove santa Verdiana trascorse gli ultimi suoi anni di vita, è l'edificio ecclesiastico principale del centro urbano.
Si tratta di uno dei pochissimi esempi di stile barocco presenti in Valdelsa.

## Storia e descrizione
Sorto all'inizio del XVIII secolo, è uno degli esempi più felici di armonica integrazione delle arti.
Mostra una facciata barocca disegnata da Bernardo Fallani (1771), adorna di statue di Ignazio Miert (1810) e preceduta da un portico (1778).
Il campanile è del 1805.
L'interno, ha pianta basilicale con tre navate suddivise da pilastri, fu progettato da Giovan Battista Foggini: nella volta a botte centrale, affreschi di Alessandro Gherardini (1708) e nella cupola della tribuna dipinti di Matteo Bonechi (1716 – 1718). Le cupolette nelle navate minori furono affrescate nel 1716 con Storie di Santa Verdiana da Agostino Veracini, insieme ad altri pittori, tra i quali Giuseppe Moriani, che affrescò il cupolino della cappella di San Giuseppe con la Partenza di Santa Verdiana per un pellegrinaggio, commissionata da Sigismondo Fabbrini.
Gli altari custodiscono dipinti generalmente più antichi, come quello di Jacopo Chimenti detto l'Empoli, sul quale mise mano più tardi anche Alessandro Gherardini, con La Vergine assunta tra i santi Antonio abate e Verdiana, del 1600 o come la tela con I Santi Ilario, Antonio abate e Rocco di Giovanni Martinelli, di un naturalismo venato di riferimenti al Caroselli e al Vouet, tradizionalmente datata al 1647. La tela con La benedizione di santa Verdiana è di Giovan Battista Guidoni.
Dalla navata mediana si scende a una cella sotterranea dove, secondo la tradizione, Santa Verdiana trascorse in ritiro trentaquattro anni.

## Opere già in loco

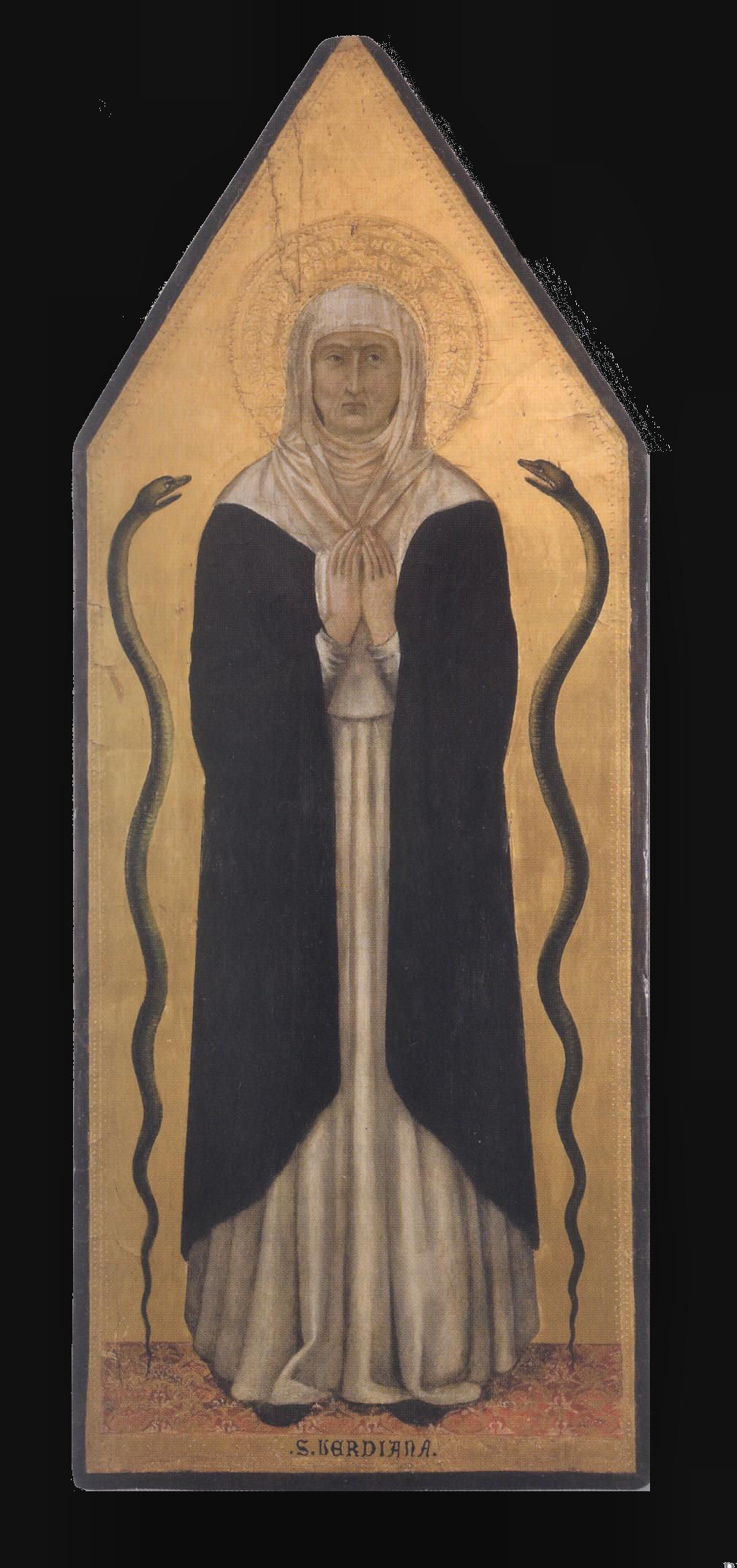
Maestro senese del XIV secolo e Restauratore del XIX secolo, Santa Verdiana, Castelfiorentino, Museo di Santa Verdiana

- Oggi ricoverata nel vicino museo di Santa Verdiana è una tavola opera di un anonimo maestro senese della prima metà del XIV secolo, restaurata nel secolo XIX, raffigurante Santa Verdiana
- Anche tre tele di Annibale Gatti con San Sebastiano, una Annunciazione e un San Francesco, databili al sesto decennio del XIX secolo, sono state spostate dal santuario al vicino museo